# Richard Lewis (attore)
Richard Philip Lewis (New York, 29 giugno 1947 – Los Angeles, 27 febbraio 2024) è stato un attore e comico statunitense, noto per aver partecipato alle serie televisive Anything but Love e Curb Your Enthusiasm come personaggio ricorrente, nonché per il film Robin Hood - Un uomo in calzamaglia (1993), dove interpretò il principe Giovanni.

## Biografia
Richard Lewis nacque nel quartiere di Brooklyn a New York il 29 giugno 1947, in una famiglia ebraica, terzo e ultimo figlio di Bill, ristoratore, e di Blanche, attrice teatrale. Cresciuto a Englewood, nel New Jersey, conseguì il diploma presso la Dwight Morrow High School. Dopo aver frequentato l'Università dell'Ohio, nella quale fece parte della confraternita Alpha Epsilon Pi, si avvicinò al mondo dello spettacolo e della stand-up comedy. Iniziò a lavorare come copywriter per l'agenzia pubblicitaria Contemporary Graphics, fino a guadagnare popolarità negli anni ottanta, quando apparve più volte come ospite al Late Night with David Letterman. 
Lewis conquistò la popolarità  interpretando il ruolo di coprotagonista nella serie televisiva Anything but Love (1989-1992) insieme a Jamie Lee Curtis. Apparve anche come guest star nelle serie I racconti della cripta, Settimo cielo, Tutti odiano Chris e Due uomini e mezzo.
A lungo sofferente di depressione, abusò spesso di droghe. Nel 2021 gli venne diagnosticata la malattia di Parkinson. Morì a Los Angeles il 27 febbraio 2024 all'età di 76 anni a causa di un infarto.

## Filmografia

### Attore

#### Cinema
- Sette criminali e un bassotto (Once Upon a Crime), regia di Eugene Levy (1992)
- Robin Hood - Un uomo in calzamaglia (Robin Hood: Men in Tights), regia di Mel Brooks (1993)
- Wagons East!, regia di Peter Markle (1994)
- Via da Las Vegas (Leaving Las Vegas), regia di Mike Figgis (1995)
- Piscine - Incontri a Beverly Hills (Hugo Pool), regia di Robert Downey Sr. (1997)
- Vamps, regia di Amy Heckerling (2012)
- Tutto può accadere a Broadway (She's Funny That Way), regia di Peter Bogdanovich (2014)
- Sandy Wexler, regia di Steven Brill (2017)
- The Great Buster (The Great Buster: A Celebration), regia di Peter Bogdanovich (2018) - documentario

#### Televisione
- Visite a domicilio (House Calls) - serie TV, 1 episodio (1980)
- Riptide - serie TV, 1 episodio (1986)
- CBS Summer Playhouse - serie TV, 1 episodio (1987)
- Anything but Love - serie TV, 56 episodi (1989-1992)
- I racconti della cripta (Tales from the Crypt) - serie TV, 1 episodio (1994)
- Girovagando nel passato (AJ.'s Time Travelers) - serie TV, 1 episodio (1995)
- Dr. Katz, Professional Therapist - serie TV, 1 episodio (1997)
- Rude Awakening - serie TV, 6 episodi (1998)
- V.I.P. - serie TV, 1 episodio (1999)
- Curb Your Enthusiasm - serie TV, 45 episodi (2000-2024)
- Alias - serie TV, 1 episodio (2003)
- Settimo cielo (7th Heaven) - serie TV, 9 episodi (2002-2004)
- Due uomini e mezzo (Two and a Half Men) - serie TV, 1 episodio (2004)
- The Dead Zone - serie TV, 1 episodio (2004)
- Las Vegas - serie TV, 1 episodio (2005)
- Tutti odiano Chris (Everybody Hates Chris) - serie TV, 1 episodio (2006)
- Law & Order: Unità vittime speciali (Law & Order - Special Victims Unit) - serie TV, 1 episodio (2008)
- The Cleaner - serie TV, 1 episodio (2009)
- Til Death - Per tutta la vita ('Til Death) - serie TV, 3 episodi (2010)
- Code Black - serie  TV, 1 episodio (2016)

### Doppiatore
- Hercules - serie TV, 1 episodio (1999)
- I Simpson (The Simpsons) - serie TV, 1 episodio (2006)
- Pound Puppies - serie TV, 1 episodio (2011)
- BoJack Horseman - serie TV, 1 episodio (2018)

## Doppiatori italiani
Nelle versioni in italiano delle opere in cui ha recitato, Richard Lewis è stato doppiato da:
- Stefano Benassi in Sette criminali e un bassotto
- Manlio De Angelis in Robin Hood - Un uomo in calzamaglia
- Sergio Luzi in Wagons East!
- Angelo Maggi in Via da Las Vegas
- Stefano Thermes in Tutto può accadere a Broadway
- Massimo Rossi in Curb Your Enthusiasm (st. 1-3)
- Oreste Rizzini in Settimo cielo
- Luca Dal Fabbro in Alias
- Fabrizio Temperini in Due uomini e mezzo
- Stefano De Sando in Code Black